# 指輪 (ELLEGARDENの曲)
「指輪」（ゆびわ）は、ELLEGARDENの2枚目のシングルである。発売元はDynamond Label。

## 概要
シングルとしては初の日本語歌詞によるミディアムバラードのナンバー。
バンドとして初のインディーズチャートトップ10入りを果たす。

## 収録曲
| 全作詞: 細美武士、全編曲: ELLEGARDEN。 |                               |          |          |
| #                                      | タイトル                      | 作詞     | 作曲     |
| 1.                                     | 「指輪」                      | 細美武士 | 細美武士 |
| 2.                                     | 「45」                        | 細美武士 | 細美武士 |
| 3.                                     | 「Don't Trust Anyone But Us」 | 細美武士 | 生形真一 |

## 収録アルバム
- DON'T TRUST ANYONE BUT US (#1,2)